# Per Andersson i Åttersta
Per Andersson (i riksdagen kallad Andersson i Åttersta), född 5 november 1763 i Ovansjö socken, död där 12 september 1839, var en svensk riksdagsman i bondeståndet.
Adnersson företrädde Gästrikland av Gävleborgs län vid riksdagen 1809–1810 och 1810. Han utsågs även urtima riksdagen 1812, men avsade sig uppdraget då han på grund av att han var fullmäktig i riksbanken var förhindrad att lämna Stockholm.
Vid riksdagen 1809–1810 var han elektor för bondeståndets utskottsval, ledamot i bankoutskottet och fullmäktig i riksbanken. Under 1810 års riksdag var han fullmäktig i riksbanken.